# باتريك روي (لاعب هوكي جليد)
باتريك روي هو لاعب هوكي جليد كندي، ولد في 5 أكتوبر 1965 في مدينة كيبك في كندا.

## وصلات خارجية
- باتريك روي على موقع دوري الهوكي الوطني (الإنجليزية)
- باتريك روي على موقع EliteProspects.com (الإنجليزية)
- باتريك روي على موقع HockeyDB.com (الإنجليزية)
- باتريك روي على موقع Hockey-Reference.com (الإنجليزية)
- باتريك روي على موقع اللجنة الأولمبية الدولية (الإنجليزية)
- باتريك روي على موقع أوليمبيديا (الإنجليزية)
- باتريك روي على موقع اللجنة الأولمبية الكندية (الإنجليزية)
- باتريك روي على موقع قاعة كندا للمشاهير الرياضية (الإنجليزية)
- باتريك روي على موقع قاعة كيبيك للمشاهير الرياضية (الفرنسية)
- باتريك روي على موقع قاعة كولورادو للمشاهير الرياضية (الإنجليزية)
- باتريك روي على موقع الموسوعة البريطانية (الإنجليزية)
- باتريك روي على موقع إن إن دي بي (الإنجليزية)